# 库斯托萨
库斯托萨（法語：Coustaussa，法語發音：[kustosa] ⓘ）是法国奥德省的一个市镇，属于利穆区。

## 地理
库斯托萨（42°56'27"N, 2°16'41"E）面积4.47 平方千米，位于法国奧克西塔尼大區奥德省，该省份为法国南部沿海省份，北起塔恩省，西北接上加龙省，西接阿列日省，南至东比利牛斯省，东临地中海，东北与埃罗省接壤。
与库斯托萨接壤的市镇（或旧市镇、城区）包括：卡赛涅、库伊扎、奥德河畔吕克、雷恩莱班。

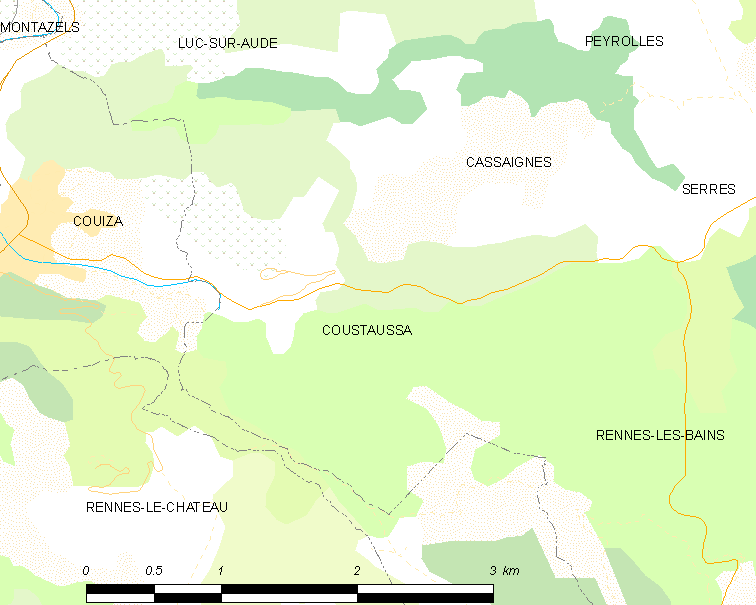
库斯托萨的OSM定位图

库斯托萨的时区为UTC+01:00、UTC+02:00（夏令时）。

## 行政
库斯托萨的邮政编码为11190，INSEE市镇编码为11109。

## 政治
库斯托萨所属的省级选区为上奥德河谷县。

## 人口

1962-2008年间库斯托萨人口变化图示

库斯托萨于2022年1月1日时的人口数量为50人。